# كارلوس براندت
كارلوس براندت (بالإسبانية: Carlos Brandt) هو كاتب وفيلسوف فنزويلي، ولد في 11 أكتوبر 1875 في Miranda, Carabobo ‏ في فنزويلا، وتوفي في 27 فبراير 1964 في كاراكاس في فنزويلا.